# Les Espaces d'Abraxas
Les Espaces d'Abraxas es un complejo de viviendas de alta densidad en Noisy-le-Grand, ubicado aproximadamente a 12 kilómetros (7,5 mi) de París, Francia. El edificio fue diseñado por el arquitecto Ricardo Bofill y su taller Ricardo Bofill Taller de Arquitectura (RBTA) en 1978. El edificio fue construido a nombre del gobierno francés durante el período de mayor urbanización de Francia después de la Segunda Guerra Mundial. Actualmente, sus habitantes, sufren por la delincuencia y narcotráfico que opera impune en el edificio.
El diseño del edificio utiliza motivos clásicos y nuevas tecnologías de construcción para lograr su estética. Esta estética única del edificio ha llevado a que se utilice como telón de fondo en películas y televisión. Por ejemplo, aparece en las películas Brazil (1985) y Los juegos del hambre: Sinsajo - Parte 2 (2015).
En un principio, el edificio estaba bien cuidado. Debido a la gran cantidad de vivienda social, se llenó de delincuencia y narcotráfico. Las guerras de pandillas agravaron la situación. El narcotráfico se mantiene impune aprovechándose de la debilidad de la policía francesa. El edificio entró en decadencia. Ha habido varios intentos de demoler el edificio así como de rehabilitarlo. Apareció como escenario en algunas películas. En 2021 se ha habilitado un centro sociocultural.

## Descripción
El complejo fue diseñado en 1978 y terminado en 1982. Consta de 591 departamentos. Dos tercios son vivienda social; un tercio, propiedad privada.
Consta de tres edificios: Le Palacio (el palacio) es el más grande, seguido de Le Théâtre (el teatro) al oeste, y el más pequeño L'Arc (el arco) entre los otros dos. Le Palacio tiene 441 unidades de vivienda, Le Théâtre tiene 130 y L'Arc tiene 20.
Los propietarios se concentran en el Teatro. Esto hace que, actualmente, haya una notable diferencia económica entre el Teatro y el Palacio, siendo el Teatro el más rico. La situación de pobreza en el Palacio se ve agravada por la delincuencia y el narcotráfico.

## Nombre y ubicación
"Les Espaces d'Abraxas" se traduce literalmente como 'El espacio de las abraxas' y es una referencia al griego Abraxas. Es probable que la referencia a la cultura clásica se deba a que el estilo arquitectónico posmoderno del edificio tiene referencias visuales a la arquitectura griega y romana antiguas.
El edificio está ubicado dentro de la región de Noisy-le-Grand, una comuna que se encuentra en los suburbios del este de París. Se puede acceder al edificio a través del Réseau Express Régional (RER), que viaja directamente desde el centro de París (Gare de Lyon) hasta la estación Noisy-le-Grand – Mont d'Est. Noisy-le-Grand se encuentra en la Zona 4 de la Administración Autónoma de Transportes Parisinos (Régie Autonome des Transports Parisiens).

## Historia

### Situación previa al diseño

#### Francia
En las tres décadas posteriores a la Segunda Guerra Mundial, Francia experimentó un auge económico, un período de "rápida urbanización y modernización industrial" que han denominado Les Trente Glorieuses (Los Treinta Gloriosos), Durante este período, un hubo migración masiva desde los pueblos rurales a centros urbanos, específicamente a París. La migración fue masiva y muchos de los migrantes necesitaban una nueva vivienda.
Para gestionar este aumento de la población urbana, el gobierno francés implementó varios programas estatales que buscaban solucionar la escasez de viviendas. Algunos de estos programas planteaban trasladar a parte de la población a las afueras de París.
En 1965, bajo el gobierno del General de Gaulle, se propusieron cinco 'Nuevas Ciudades' como parte del Schéma Directeu de la Région Île-de-France (Plan Director de la Región de Île-de-France). Este protecto sería anunciado oficialmente en 1971.
En 1976, el Séptimo Plan Nacional propuso un 'Programa de Acción Prioritaria' a través del cual se construirían cinco 'Nuevas Ciudades' en toda Francia. Estas cinco ciudades fueron Cergy-Pontoise, Evry, Marne-la-Vallée, Melun-Senart y Saint-Quentin-en-Yvelines. Estas ciudades fueron foco de una mayor infraestructura, con el objetivo de ayudar al "crecimiento del empleo y los servicios" en los suburbios y diversificar la población en las afueras de París.

#### Situación de Noisy-le-Grand

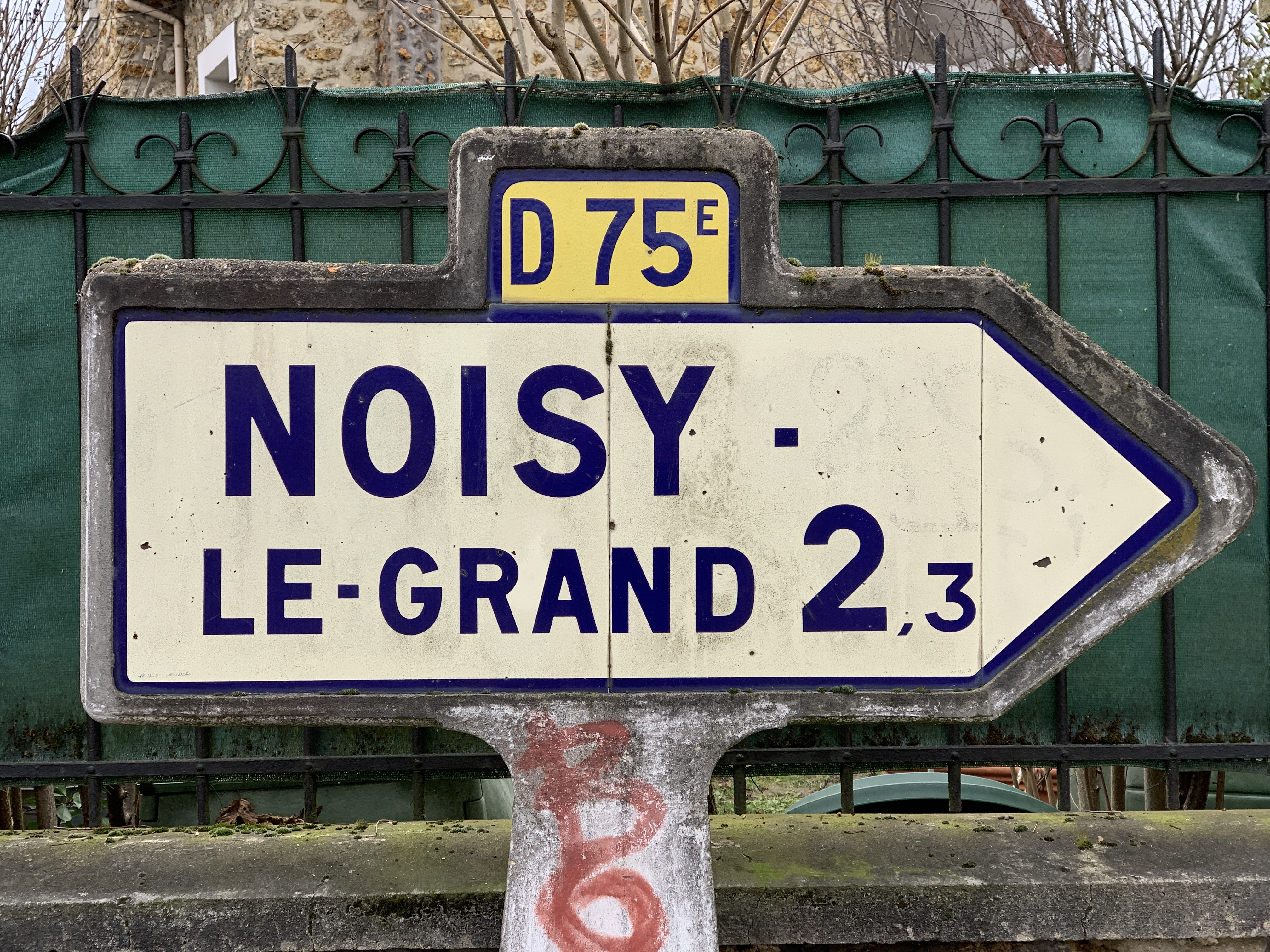
Señal de calle Noisy-le-Grand

Antes de convertirse en parte de la 'Ciudad Nueva' de Marne-la-Vallée, Noisy-le-Grand experimentó un crecimiento demográfico masivo en el período de entreguerras. La población creció de 2.200 personas en 1921 a más de 10.000 en 1954. Tras su incorporación a Marne-la-Vallée, la población creció de 26.765 en 1975 a 52.408 a finales de la década de 1980".
La propuesta para la nueva ciudad de Marne-la-Vallée era ser "una serie de asentamientos a pequeña escala basados en comunas existentes y alrededor de conexiones de transporte (carretera y ferrocarril)". Esto la diferenciaba de otras propuestas de 'Nuevas Ciudades' que buscaban concentrar a los residentes en un área y crear infraestructura a su alrededor.
El crecimiento de la ciudad se vio obstaculizado por la recesión económica que golpeó a Francia a fines de la década de 1970, sin embargo, a mediados de la década de 1980, Noisy-le-Grand representaba dos tercios del empleo en Marne-la-Vallée. Como curiosidad, en 1992 en el extremo este de Marne-la-Vallée fue inaugurada Disneyland Paris.
Políticamente, en el momento de la construcción, Noisy-le-Grand formaba parte del Ceinture Rouge (cinturón rojo), perteneciente al entonces consejo de Seine-Saint-Denis dirigido por el Partido Comunista Francés.

### Diseño

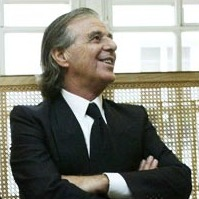
Arquitecto Ricardo Bofill

En 1978, dos años después del Séptimo Plan Nacional, Les Espaces d'Abraxas fue diseñado. Situado en la región de Noisy-le-Grand, dentro de la 'Ciudad Nueva' de Marne-la-Vallée.
La firma de arquitectos seleccionada para construir este proyecto fue Ricardo Bofill Taller de Arquitectura. Para esto, Bofill aprovechó un diseño que había preparado en 1969 para Moratalaz, Madrid. Ese proyecto no había sido construido por "circunstancias políticas, burocráticas y económicas" Diseñó basándose en el lenguaje de conceptos arquitectónicos posmodernos y de vanguardias pasadas como el constructivismo ruso".
La plaza al aire libre, situada en el centro del desarrollo, fue diseñada para reflejar los Foros Romanos. Este espacio comunitario fue clave para Bofill, ya que pretendía que Les Espaces d'Abraxas "mezclaran categorías sociales" y crearan espíritu de comunidad. La invención de nuevas tecnologías, como el hormigón prefabricado, combinadas con motivos clásicos permitió lograr una "extravagancia pseudolujosa" que tradicionalmente estaba reservada solo para las clases altas.
Bofill buscaba "hacer un monumento emblemático en una zona muy mal hecha". Bofill planteo construir la fachada a partir de secciones prefabricadas, y que la fachada se parezca a la piedra. Buscó una apariencia policromada de tonos ocres claros y azul violeta. Para esto mescló piedra, una mezcla de arena, cemento gris y blanco y óxidos.

### Construcción
El edificio fue construido con paneles prefabricados de hormigón. Para conseguir el aspecto policromado se mezcló óxidos con cemento. Este tipo específico de hormigón prefabricado fue desarrollado por los ingenieros del proyecto. El diseño empezó en 1978 y su construcción terminó en 1983.

Plano de los tres edificios.

Se construyeron tres estructuras separadas (Le Palacio, Le Théâtre, L'Arc) rodeando una plaza. El más grande de los tres es Le Palacio (El Palacio) de 18 pisos que comprende tres edificios dispuestos en forma de U y contiene 441 unidades individuales de 2 a 5 dormitorios. Al otro lado de la plaza se encuentra Le Théâtre (El Teatro), el segundo edificio más grande. La estructura tiene 10 pisos de altura y forma semicircular. Entre los dos se encuentra el más pequeño de los tres edificios, L'Arc (El Arco). 
Le Théâtre tenía un mayor presupuesto para diseño y construcción, ya que su público objetivo eran personas con mayor poder adquisitivo. Hay jardines arbolados en lo alto de los techos de Le Théâtre y L'Arc, sin embargo, no son accesibles para los habitantes.

### Uso por los habitantes
En un principio, el edificio estaba bien cuidado. Las entradas era vigiladas por 4 guardias. Las escaleras tenían iluminación. Se le hacía mantenimiento diario. El ascensor funcionaba y tenía un gran espejo y alfombra roja.
La llegada de la gente de las viviendas sociales (a las que también denominan como casos sociales) aumentó la inseguridad. Cerca al 2000 las guerras de pandillas afectaron al barrio, alejaron a las clases medias, que huyeron ya que muchos habitaban en régimen de vivienda social. El narcotráfico se apoderó poco a poco de edificio "el palacio". Los residentes tapiaron las ventanas que dan al patio interior para evitar ser víctimas del robo.
Durante los disturbios de Francia de 2005, las ventanas del edificio sirvieron para proveer impunidad a quienes lanzaban bombas molotov. Debido a la gran cantidad de vivienda social, se llenó de delincuencia y narcotráfico. Las guerras de pandillas agravaron la situación.
La crisis llegó a tal nivel que el gobierno municipal, dirigido por Michel Pajon, quería demoler el complejo. En 2006, el gobierno local de Noisy-le-Grand presentó planes para "demoler partes del desarrollo". En las décadas posteriores a su construcción, las condiciones de vida en el complejo se deterioraron hasta el punto de que se debatió su demolición a mediados de la década de 2010. A partir de 2013, urbanizaciones de viviendas sociales como Les Espaces d'Abraxas representan el 41 por ciento de las viviendas en Seine-Saint-Denis. La decepción hacia el edificio llegó a su diseñador, y en 2014, Bofill afirmó que "no logró cambiar la ciudad", alegando que el "espacio único sufría la falta de espíritu comunitario específico de Francia".
En 2015, el partido opositor se puso en contra del Pahon y le derrotaron por solo 33 votos. Habilitaron, en el interior, un parque infantil. Ciertos eventos festivos, como una fiesta de disfraces de Halloween, han reunido a cientos de lugareños. En 2018, el municipio de Noisy-le-Grand empezó la renovación de Les Espaces d'Abraxas y de varios desarrollos cercanos, incluida una nueva construcción. El narcotráfico se mantiene impune aprovechándose de la debilidad de la policía francesa. En 2021 se ha habilitado un centro sociocultural.

## Artes y cultura popular
En 1985, el Museo de Arte Moderno de Nueva York montó una exposición titulada "Arquitectura, Urbanismo e Historia" La exposición incluía fotografías en color de edificios como Les Espaces d'Abraxas.
La apariencia inusual y monumental de Espaces d'Abraxas lo ha convertido en fondo para narraciones distópicas. Aparecen en Brazil (1985) y en Los juegos del hambre: Sinsajo - Parte 2 (2015). También aparece en À mort l'arbitre (Matar al árbitro) (1984), FBI Frog Butthead Investigators (2012) y la miniserie de televisión francesa Trepalium. (2016).
También aparece en videos musicales de artistas musicales como Estefanía de Mónaco (aparece en "Ouragan", 1986), Leck ("Fais le L", 2012), Carbon Airways ("Break the Silence", 2015), Marwa Loud ("Fallait pas", 2017), Médine ("Gran París", 2017), Adel Tawil ("Tu m'appelles", 2017), y Ufo361 ("Nur zur Info", 2020).

## Uso de derechos de imagen
Francia carece de libertad de panorama plena. La libertad de panorama es una excepción legal a la ley de derechos de autor que permite que las imágenes de proyectos arquitectónicos se consideren de uso justo en muchos países. Francia restringe esa libertad panorámica, y, eso hace que las fotos de Les Espaces d'Abraxas están actualmente protegidas por la ley de derechos de autor.